# 帕維爾巴尼亞
帕維爾巴尼亞是保加利亞的城鎮，位於該國中部，距離首府舊扎戈拉50公里，由舊扎戈拉州負責管轄，面積28.53平方公里，海拔高度410米，受大陸性氣候影響，2010年人口2,994，居民主要信奉東正教。
42°36′N 25°12′E / 42.600°N 25.200°E